# بیوود-لس اوزوس (کالیفرنیا)
بیوود-لس اوزوس (به انگلیسی: Baywood-Los Osos) یک منطقهٔ مسکونی در ایالات متحده آمریکا است که در شهرستان سن لوییز اوبیسپو، کالیفرنیا قرار دارد. بیوود-لس اوزوس ۱۹٫۷ کیلومتر مربع مساحت و ۱۴٬۳۵۱ نفر جمعیت دارد.